# 佐々木中沢
佐々木 中沢（ささき ちゅうたく、寛政2年（1790年） - 弘化3年4月1日（1846年4月26日））は、江戸時代の蘭学者、蘭方医。諱は仲蘭、号は蘭嵎。
陸奥国磐井郡上黒沢村（現岩手県一関市萩荘）に生まれる。郷里の藩医・建部清庵に学び、25歳で江戸へ出て、建部の弟子であり郷里の先輩でもある蘭学者・大槻玄沢の芝蘭堂に入塾。オランダ外科を学び、宇田川玄真・橋本宗吉・山村才助・稲村三伯ら芝蘭堂四天王と呼ばれた門人に次ぐ玄沢の高弟となった。後に馬場佐十郎、桂川甫賢にも学んでいる。
1817年、一関藩の藩医となり、師匠家の筋にあたる大槻清臣の長女・恵和子と結婚する。1822年には玄沢・甫賢の推薦により、仙台藩医学校蘭方外科助教となる。
著書には、女囚の生殖器を解剖した際に記述した『存真図腋』（ぞんしんずえき）、コレラの症状や予防法を記した『壬午天行病説』などがある。
大槻玄沢の息子・大槻磐渓との親しい関係は生涯続いた。